# Списак ликова серије Бољи живот

Бољи живот је југословенска ТВ серија снимана у продукцији Телевизије Београд. Премијерно је емитована у периоду од 1987. до 1991. године и за то време у серији се појавио велики број глумаца из бивше СФРЈ.
Списак свих ликова који су се појављивали у ТВ серији Бољи живот:
| глумац                       | име лика                               | број епизода  | сезоне        | кратки опис лика                                                      |
| главни ликови                | главни ликови                          | главни ликови | главни ликови | главни ликови                                                         |
| ---------------------------- | -------------------------------------- | ------------- | ------------- | --------------------------------------------------------------------- |
| Марко Николић                | Драгиша Попадић Гига Моравац           | 82            | I-II-III      | главни мушки лик, отац породице                                       |
| Светлана Бојковић            | Емилија Ема Попадић                    | 79            | I-II-III      | главни женски лик, мајка породице                                     |
| Борис Комненић               | Александар Саша Попадић Гуза           | 73            | I-II-III      | најстарије дете у породици                                            |
| Лидија Вукићевић             | Виолета Вики Попадић                   | 73            | I-II-III      | средње дете у породици                                                |
| Драган Бјелогрлић            | Слободан Боба Попадић                  | 78            | I-II-III      | најмлађе дете у породици                                              |
| споредни ликови              |                                        |               |               |                                                                       |
| Јелица Сретеновић            | Ковиљка Станковић Кока                 | 62            | I-II-III      | Сашина девојка и мајка његовог ванбрачног детета                      |
| Јосиф Татић                  | Божидар Солдатовић Божа Јатаганац      | 52            | I-II-III      | Гигин друг из младости, директор предузећа и функционер               |
| Иван Бекјарев                | Стевица Курчубић                       | 50            | I-II-III      | Гигин први директор и директор предузећа „Балкан промет”              |
| Аљоша Вучковић               | доктор Иво Лукшић                      | 49            | II-III        | лекар и Виолетин супруг                                               |
| Воја Брајовић                | професор Душан Марковић                | 37            | I-II          | Бобин разредни и професор математике и физике и Емилијин љубавник     |
| Власта Велисављевић          | магистар Властимир Ђорђевић            | 36            | II-III        | рођак професора Марковића, Бубин супруг и економиста „Балкан промета” |
| Горица Поповић               | Дара Завишић                           | 33            | I-II-III      | Гигина прва секретарица и љубавница                                   |
| Оливера Марковић             | Савка Буба Радовић-Ђорђевић            | 33            | I-II-III      | ташта професора Марковића и супруга магистра Ђорђевића                |
| Снежана Савић                | Нина Андрејевић                        | 32            | I-II-III      | певачица, љубавница Курчубића и супруга Јатаганца                     |
| Сека Саблић                  | Сека Секуловић                         | 30            | II-III        | службеница „Балкан промета”                                           |
| Михајло Викторовић           | Ђока Цигановић                         | 29            | I-II-III      | први директор „Балкан промета”                                        |
| Душан Почек                  | Јездимир Ускоковић / Тугомир Ускоковић | 28            | I-II-III      | Кокин колега и станодавац                                             |
| Ташко Начић                  | Божидар Мајковић                       | 28            | II-III        | службеник „Балкан промета” и супруг Спечена                           |
| Љиљана Благојевић            | Бранка Павловић                        | 23            | I-II          | лекарка и Сашина прва супруга                                         |
| Радмила Савићевић            | Живадинка Жарка Жикић                  | 23            | II-III        | Гигина секретарица                                                    |
| Љиљана Лашић                 | Лела Марковић                          | 23            | I-II-III      | жена професора Марковића                                              |
| Розалија Леваи               | Ружица                                 | 23            | I-II-III      | секретарица Јатаганца                                                 |
| Мирко Буловић                | Биберовић                              | 22            | I-II-III      | Гигин генерални директор и Дарин други супруг                         |
| Љиљана Стјепановић           | Елеонора Мајковић Спечена              | 21            | I-II-III      | Кокина шефица, Јатаганчева љубавница и Мајковићева супруга            |
| Мирослав Бијелић             | Мирко Павловић                         | 20            | I-II          | Бранкин отац и Сашин таст                                             |
| Љиљана Седлар                | Дуда Павловић                          | 20            | I-II          | Бранкина мајка и Сашина ташта                                         |
| Милош Жутић                  | Светислав Баронов Барон                | 18            | I             | глумац, Виолетин колега и љубавник                                    |
| Предраг Лаковић              | Коста Павловић                         | 18            | II            | Емилијин ујак                                                         |
| Милан Штрљић                 | Дејан Милићевић                        | 17            | III           | Виолетин адвокат и удварач, адвокат Пашалића                          |
| Бата Живојиновић             | Александар Костић Мацола               | 16            | I-II-III      | каменорезац и отац Бобиног школског друга                             |
| Дубравка Мијатовић           | Сања Маринковић                        | 15            | II-III        | Бобина другарица и Емилијина ученица                                  |
| Драган Николић               | Ђорђе Пашалић                          | 14            | III           | таксиста и супруг Финке Пашалић                                       |
| Весна Тривалић               | Љиљана Поповић                         | 14            | III           | рукометашица и Бобина девојка                                         |
| Борис Дворник                | Шир Лујо Лукшић                        | 14            | II-III        | отац доктора Иве Лукшића                                              |
| Ванеса Ојданић               | —                                      | 14            | II-III        | Мајковићева секретарица у „Балкан промету”                            |
| Чедомир Петровић             | Филип                                  | 13            | I             | архитекта и Виолетин вереник                                          |
| Миодраг Петровић Чкаља       | Љубиша Бранковић                       | 12            | I             | запослени код Гиге у предузећу                                        |
| Душан Голумбовски            | —                                      | 12            | I-II-III      | судија у бракоразводној парници Емилије и Гиге                        |
| Феђа Стојановић              | —                                      | 12            | I-III         | управник позоришта и љубоморни супруг газдарице доктора Лукшића       |
| Дарко Томовић                | Ђукан Вукотић                          | 12            | III           | Бобин друг из војске, Црногорац из војног оркестра                    |
| Љубиша Самарџић              | Љубомир Завишић                        | 11            | I-II-III      | Дарин први муж                                                        |
| Петар Краљ                   | адвокат Радујковић                     | 11            | I-II-III      | адвокат Драгише Попадића                                              |
| Богдан Михаиловић            | —                                      | 11            | I-II          | Курчубићев саветник                                                   |
| Дејан Ковачевић              | Андрија Костић Камењар                 | 10            | I             | Бобин школски друг и Мацолин син                                      |
| Никола Којо                  | Штеф Баленовић                         | 10            | III           | Бобин друг из војске, Хрват из војног оркестра                        |
| Горан Радаковић              | Халид Омеровић                         | 10            | III           | Бобин друг из војске, Босанац из војног оркестра                      |
| Драган Петровић              | Јоже Липовшек                          | 10            | III           | Бобин друг из војске, Словенац из војног оркестра                     |
| Мија Алексић                 | Димитрије Кркић                        | 9             | II            | пензионисани службеник „Балкан промета”                               |
| Бранко Цвејић                | Божидар Кецић Кец                      | 9             | I-II          | глумац и Виолетин колега                                              |
| Предраг Милинковић           | Рапајић                                | 9             | I-II-III      | пословни сарадник Јатаганца                                           |
| Жижа Стојановић              | газдарица                              | 9             | I-II-III      | станодавка Иве Лукшића                                                |
| Ратко Танкосић               | —                                      | 9             | II-III        | службеник „Балкан промета”                                            |
| Бранка Катић                 | Маја Магдић                            | 9             | I             | Бобина школска другарица                                              |
| Мира Фурлан                  | Финка Пашалић                          | 8             | III           | Гигина колегиница и супруга Ђорђа Пашалића                            |
| Марко Баћовић                | поручник ЈНА                           | 8             | III           | Бобин старешина из војске                                             |
| Татјана Лукјанова            | Ивона                                  | 8             | I             | глумица и Виолетина колегиница                                        |
| Маја Сабљић                  | Маја                                   | 8             | II-III        | медицинска сестра доктора Лукшића                                     |
| Данило Лазовић               | Шабан                                  | 8             | II            | робијаш, Бобин познаник из затвора                                    |
| Душан Јанићијевић            | професор Бошко Маринковић              | 7             | II-III        | Сањин отац                                                            |
| Миодраг Крстовић             | Михајло Мајк                           | 7             | III           | Сашин познаник са коцкања и нови шеф                                  |
| Раде Марјановић              | Бошко                                  | 7             | II-III        | Сашин друг из војске и Цигановићев зет                                |
| Зоран Бабић                  | —                                      | 7             | I-II-III      | Гигин колега                                                          |
| Богољуб Петровић             | —                                      | 7             | II / III      | надзорник у затвору / цариник                                         |
| Милутин Караџић              | Данило Зекавица                        | 6             | III           | функционер у Рукометном клубу                                         |
| Жарко Радић                  | Веља Калемар                           | 6             | III           | тренер Рукометног клуба                                               |
| Свен Ласта                   | Крунослав Хабаршус                     | 6             | I             | позоришни редитељ                                                     |
| Ева Рас                      | Лепосава Аврамовић-Цигановић           | 6             | II-III        | Цигановићева супруга                                                  |
| Александар Хрњаковић         | Мирољуб Ристић Риле пас                | 6             | I-III         | Гигин пријатељ из младости                                            |
| Милутин Јевђенијевић         | —                                      | 6             | I / III       | радник у Гигином предузећу / мајстор Миле                             |
| Олга Одановић                | Мима                                   | 6             | III           | Гигина колегиница                                                     |
| Оливера Викторовић           | Каролина                               | 6             | III           | чистачица у „Балкан промету”                                          |
| Михаило Јанкетић             | Киза                                   | 5             | II            | политички робијаш, Бобин познаник из затвора                          |
| Милица Милша                 | Ивона Симић                            | 5             | III           | Сашина секретарица и девојка                                          |
| Јанез Врховец                | Симовић                                | 5             | I-II          | Емилијин адвокат                                                      |
| Ненад Ћирић                  | Кличковић                              | 5             | II            |                                                                       |
| Бранко Јеринић               | —                                      | 5             | II / III      | продавац / човек на граници и Нинин менаџер                           |
| Иван Зарић                   | —                                      | 5             | III           | Емилијин ученик                                                       |
| епизодни ликови              |                                        |               |               |                                                                       |
| Драго Чумић                  | професор Јанковић Мравојед             | 4             | I             | Бобин професор ликовног                                               |
| Боро Стјепановић             | Богдан Бекчић                          | 4             | III           |                                                                       |
| Милорад Мандић               | Веселин Милић Миле Пиле                | 4             | I             | Бобин пријатељ                                                        |
| Семка Соколовић-Берток       | Сена Лукшић                            | 4             | II            | мајка доктора Иве Лукшића                                             |
| Стојан Дечермић              | доктор Гановић                         | 4             | II            | кум доктора Иве Лукшића                                               |
| Никола Милић                 | Миладин Никифоровић                    | 4             | II-III        | станодавац медицинске сестре Маје                                     |
| Богосава Никшић              | Магдалена Никифоровић                  | 4             | II-III        | станодавка медицинске сестре Маје                                     |
| Снежана Никшић               | Јелка Маринковић                       | 4             | II-III        | Сањина маћеха                                                         |
| Дуња Чинче                   | Госпођа Хаџивуковић                    | 4             | I / III       | купац тепиха / комшиница са псом                                      |
| Надежда Вукићевић            | —                                      | 4             | I-III         | професорка хемије/ колегиница Драгише Попадића                        |
| Богдан Кузмановић            | —                                      | 4             | III           | Сашин познаник са покера                                              |
| Горјана Јањић                | —                                      | 4             | III           | Гигина колегиница                                                     |
| Добрила Илић                 | Добрила                                | 4             | III           | Биберовићева секретарица                                              |
| Љиљана Мишка Јанковић        | —                                      | 4             | III           | судија на оставинској расправи                                        |
| Љиљана Јовановић             | —                                      | 4             | III           | нова медицинска сестра доктора Лукшића                                |
| Александар Матић             | —                                      | 4             | III           |                                                                       |
| Милан Гутовић                | Ђанкарло Мароти                        | 3             | I             | редитељ из Италије и Виолетин удварач                                 |
| Адем Чејван                  | —                                      | 3             | II            | медицински техничар                                                   |
| Љиљана Газдић                | Лепосава Костић                        | 3             | I-III         | Мацолина жена                                                         |
| Богдан Јакуш                 | —                                      | 3             | II / III      | носач / продавац рибе                                                 |
| Бошко Пулетић                | —                                      | 3             | I / III       | трговац / рецепционар у Солуну                                        |
| Ненад Цигановић              | Тихомир Павловић Ћуран                 | 3             | I             | Гигин пријатељ из младости                                            |
| Милутин Мићовић              | Микан Миловановић                      | 3             | I             | Гигин пријатељ из младости                                            |
| Небојша Глоговац             | Станковић                              | 3             | I             | Бобин школски друг                                                    |
| Мирољуб Лешо                 | Станко Марјановић Слонова кост         | 3             | I-II          | Кокин зет и Мирков пријатељ из војске                                 |
| Зинаид Мемишевић             | Спасоје                                | 3             | I             | службеник и земљак Веселина Милића                                    |
| Миодраг Радовановић          | доктор Ивановић                        | 3             | II            | доктор Ивин колега                                                    |
| Боривоје Бора Стојановић     | —                                      | 3             | I             | глумац епизодиста                                                     |
| Драган Вујић                 | —                                      | 3             | II            | достављач                                                             |
| Гојко Балетић                | —                                      | 3             | III           | доктор хитне помоћи                                                   |
| Живојин Миленковић           | Крста                                  | 2             | I             | комшија Попадића                                                      |
| Станислава Пешић             | Даница Симић                           | 2             | III           | Ивонина мајка                                                         |
| Михаило Радојичић            | Илија Симић                            | 2             | III           | Ивонин отац                                                           |
| Бранислав Цига Јеринић       | Карапанџић                             | 2             | II            | комшија Цигановића                                                    |
| Душан Булајић                | —                                      | 2             | I / III       | директор хотела / доктор, управник болнице                            |
| Љубомир Ћипранић             | —                                      | 2             | I / III       | запослени у позоришту / сељак Панта                                   |
| Зоран Миљковић               | —                                      | 2             | I-III         | милиционер                                                            |
| Мило Мирановић               | —                                      | 2             | I / III       | Бобин професор физичког / милиционер                                  |
| Гордана Марић                | —                                      | 2             | II            | службеница у „Балкан промету”                                         |
| Михајло Бата Паскаљевић      | —                                      | 2             | I / III       | Гигин разредни / Шурњајић                                             |
| Божидар Павићевић            | Мирко                                  | 2             | I             | председник дисциплинске комисије                                      |
| Бранислав Петрушевић Петрући | —                                      | 2             | I-II          | ауто-превозник Албанац                                                |
| Бранислав Дамњановић         | —                                      | 2             | I-III         | инкасант                                                              |
| Ђорђе Јовановић              | —                                      | 2             | I-III         | председник комисије / продавац у музичкој радњи                       |
| Владан Живковић              | —                                      | 2             | I-III         | конобар / милиционер                                                  |
| Предраг Тодоровић            | —                                      | 2             | II-III        | Милован, продавац у салону намештаја / шеф филијале у банци           |
| Азра Ченгић                  | —                                      | 2             | II-III        | Курчубићева жена                                                      |
| Тања Пујин                   | —                                      | 2             | II            | Цигановићева ћерка                                                    |
| Петар Банићевић              | —                                      | 2             | III           | професор на Факултету драмских уметности                              |
| Енвер Петровци               | Флоријан Трајковић Флинт               | 2             | III           | спонзор рукометног клуба                                              |
| Милан Михаиловић             | —                                      | 1             | I             | архитекта, Филипов колега                                             |
| Славка Јеринић               | —                                      | 1             | II            | Карапанџићева жена                                                    |
| Весна Малохоџић              | —                                      | 1             | III           | Сањина мајка                                                          |

| Глумац                   | Улога                                    |
| ------------------------ | ---------------------------------------- |
| Горан Султановић         | истражни судија                          |
| Дејан Чавић              | полицијски инспектор                     |
| Милан Богуновић          | рецепционер                              |
| Владан Дујовић           | војни полицајац                          |
| Слободан Нинковић        | путник у возу                            |
| Душан Јакишић            | кондуктер у возу                         |
| Тома Здравковић          | Здравко Томић, Гигин школски друг        |
| Алан Нури                | гост из Француске                        |
| Владимир Јевтовић        | Лончар                                   |
| Душан Јакшић             | комшија Секулић                          |
| Миливоје Мића Томић      | службеник на шалтеру 1                   |
| Веселин Стијовић         | службеник на шалтеру 2                   |
| Младен Андрејевић        | фотограф и режисер                       |
| Елизабета Ђоревска       | докторка хитне помоћи                    |
| Андреја Маричић          | доктор хитне помоћи                      |
| Бранко Ђурић             | доктор, Ивин колега                      |
| Гордана Бјелица          | проститутка                              |
| Драгана Шарић - Беби Дол | певачица у бару                          |
| Ана Симић                | Мики, Ивина бивша девојка                |
| Срђан Пешић              | милиционер                               |
| Љубиша Бачић             | клавирштимер                             |
| Миленко Павлов           | шеф оркестра                             |
| Марина Кољубајева        | начелница одељења у Бранкиној болници    |
| Драгослав Илић           | младић на аудицији за глумца             |
| Франо Ласић              | незадовољни клијент адвоката Радујковића |